# TD Place Arena
Die TD Place Arena ist eine Mehrzweckhalle in der kanadischen Bundeshauptstadt Ottawa. Sie wurde im Dezember 1967 eröffnet und verfügt über 9.862 Sitzplätze. Die Halle wird hauptsächlich für Sportveranstaltungen, u. a. Curling, Eishockey, Eiskunstlauf und Lacrosse, genutzt. Zudem finden hier Konzerte und Messen statt. Die Halle befindet sich im Lansdowne Park (Capital Ward). Seit Anfang 2014 trägt die Arena den Namen TD Place Arena nach der Toronto-Dominion Bank Group.
In der Arena trägt die Eishockeymannschaft Ottawa 67’s, die in der Ontario Hockey League spielt, ihre Heimspiele aus. Zeitweise fanden auch die Heimspiele der Ottawa Senators aus der NHL in der Halle statt. Zudem war das Civic Centre Heimspielstätte der Ottawa Nationals, der Ottawa Civics sowie der Lacrosse-Mannschaft Ottawa Rebel.

## Geschichte
In den 1960er Jahren sollte das Fußballstadion im Lansdowne Park abgerissen und neu errichtet werden. Während der Planungsphase erfolgte der Abriss des alten Ottawa Auditorium, so dass nun zwei Sportstätten benötigt wurden. Man beschloss, beides zu kombinieren und die neue Arena sowie die Nordtribüne des Stadions zu verbinden. Dies führte zu einer asymmetrischen Halle, bei der die Decke auf der Tribünenseite deutlich niedriger ist als auf der gegenüberliegenden Seite.
Die Arena wurde am 29. Dezember 1967 mit einem Spiel zwischen den Ottawa 67’s und den Canadien junior de Montréal eröffnet, obwohl die Halle noch nicht ganz fertiggestellt war. Jedoch musste das Civic Centre aufgrund von Finanzgarantien der kanadischen Bundesregierung noch im Jahr 1967 eröffnet werden.
Im Jahr 1992 erfolgte eine Renovierung der Halle, bei der die Kapazität auf 10.585 Plätze erweitert wurde, um temporär die neu gegründete Mannschaft der Ottawa Senators unterzubringen. Im Jahr 2005 erfolgte ein Rückbau auf eine Kapazität von 9.862 Sitzplätzen.
Die Arena wurde bis 2014 umgebaut und im September 2014 zum Start der neuen OHL-Saison wiedereröffnet.

## Veranstaltungen
Neben den Heimspielen der Ottawa 67’s fanden folgende Veranstaltungen im Ottawa Civic Centre statt:
- 1979, 1993 und 2001 wurden die Kanadischen Curlingmeisterschaften der Männer, The Brier genannt, ausgetragen; 1990 die Meisterschaften der Frauen, das Tournament of Hearts.
- In den Jahren 1978 und 1984 wurden die Eiskunstlauf-Weltmeisterschaften im Civic Centre ausgetragen.[3]
- Spiele des Canada Cup wurden 1976 und 1981 in der Arena ausgetragen.
- 1990 fand die 1. Eishockey-Weltmeisterschaft der Frauen in der Halle statt.
- Um den Jahreswechsel 2008/2009 wurde die Eishockey-Weltmeisterschaft der U20-Junioren im Civic Centre ausgetragen. Ditto auch die zum Jahreswechsel 2024/2025.

## Galerie

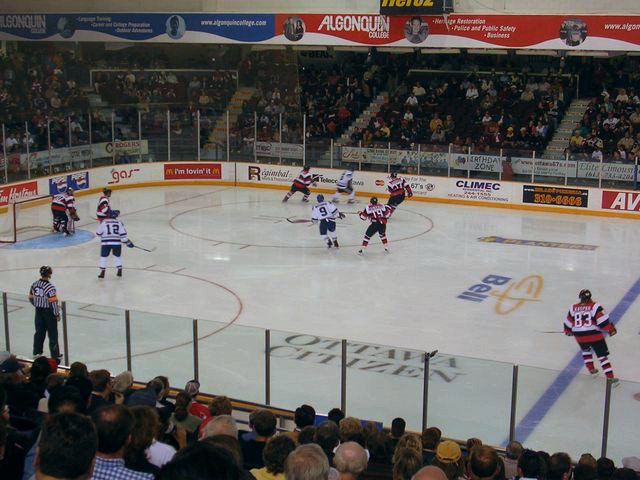
Die Ottawa 67’s im Spiel gegen die Sudbury Wolves
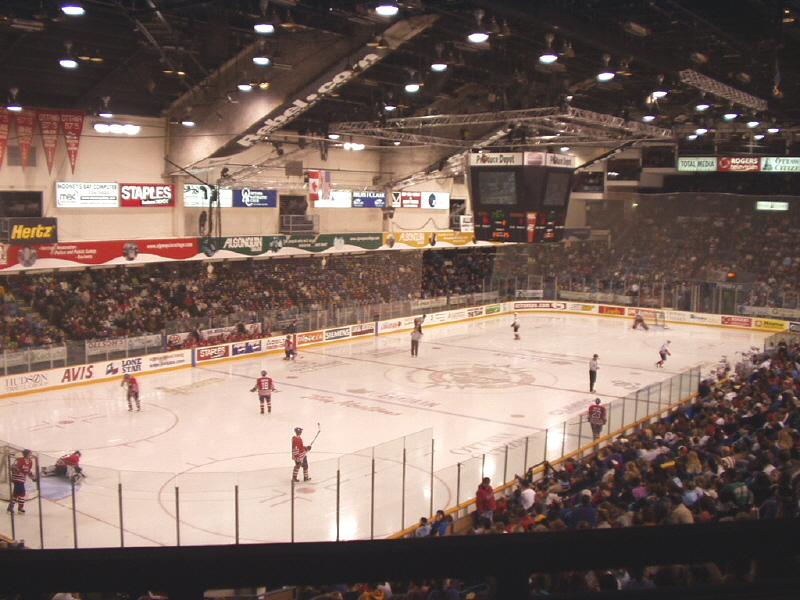
Innenansicht der TD Place Arena